# Massacre du Templo Mayor

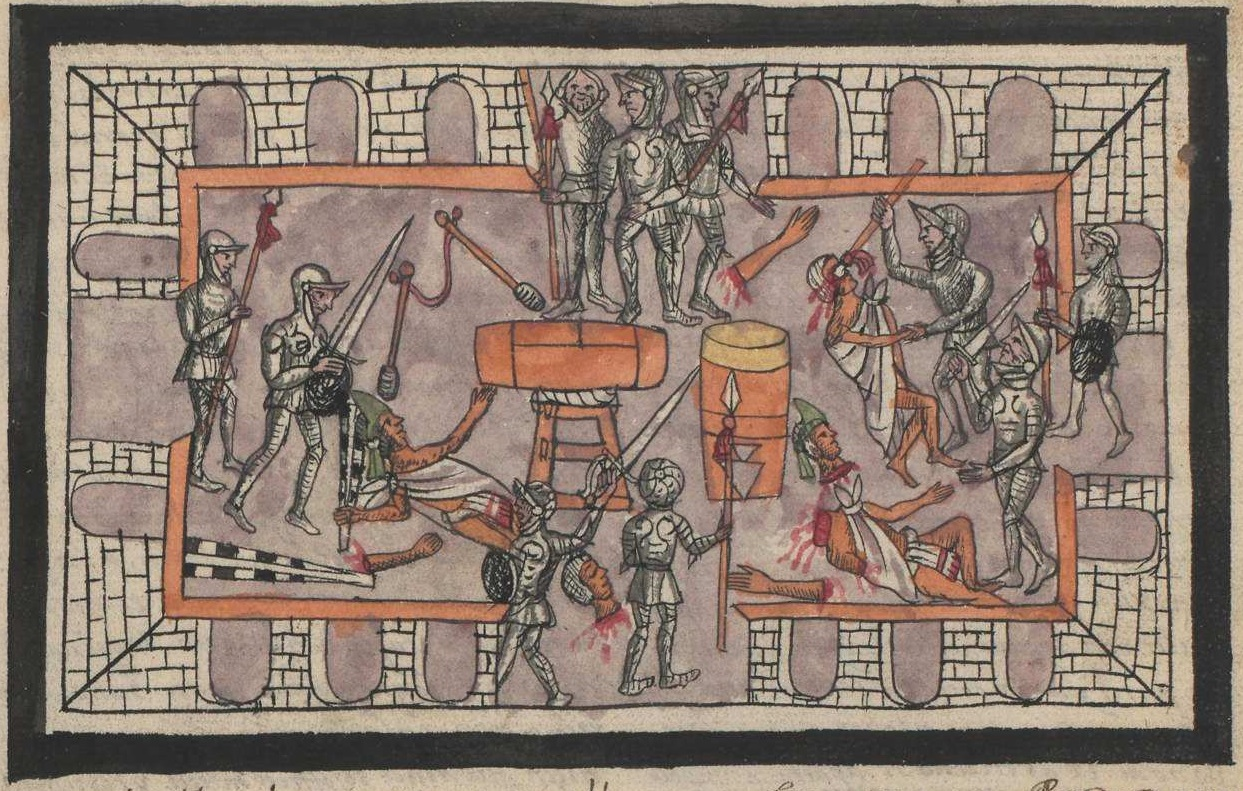
Image du codex Durán où est représenté le massacre du Templo Mayor

Le massacre du Templo Mayor, qui a lieu dans la capitale aztèque Mexico-Tenochtitlan le 20 mai 1520 (ou le 22), est un épisode décisif de la conquête de l’Empire aztèque par le conquistador espagnol Hernán Cortés.
Ce massacre de nobles aztèques par des soldats espagnols au cours d'une cérémonie religieuse aztèque marque en effet le début de la guerre qui va aboutir à la disparition de l'Empire aztèque en 1521, alors que jusqu'alors, les Espagnols étaient considérés comme les hôtes de l'empereur Moctezuma II.

## Contexte
Les Espagnols, qui détiennent Hispaniola depuis 1493 et Cuba depuis 1511, commencent l'exploration du Mexique en 1517 avec Juan de Grijalva. 
En 1519, Hernán Cortés part à son tour de Cuba : en avril il arrive à San Juan de Ulúa, puis débarque sur le continent le lendemain. Il entre en contact avec les émissaires de plusieurs peuples, notamment ceux de Moctezuma II. 
Le 9 juillet, il fonde Villa Rica de la Vera Cruz. En août il part vers Tenochtitlan pour rencontrer l'empereur. Cette décision qui n'est pas acceptée par tous les soldats fait aussi de lui un rebelle aux yeux du gouverneur de Cuba, Diego Velasquez de Cuellar.  
Il arrive en novembre 1519 à Mexico où il est accueilli comme un hôte par Moctezuma II. Mais les relations deviennent rapidement tendues : Moctezuma est pris en otage par les Espagnols afin de garantir leur sécurité. 

## Prélude: le départ de Cortés de Mexico
En avril, Cortés apprend que des troupes au service de Diego Velasquez, commandées par Pánfilo de Narváez, sont arrivées à Vera Cruz avec l'ordre de l'arrêter. Cortés décide de repartir sur la côte pour combattre Narvaez. Il confie le commandement à Tenochtitlan à un de ses capitaines, Pedro de Alvarado. 

## Le massacre
Moctezuma II demande à Pedro de Alvarado l'autorisation de célébrer Tōxcatl (en), fête en l'honneur du dieu Tezcatlipoca. Alvarado accepte. 
Selon une version espagnole[réf. nécessaire] visant à minimiser l'atrocité de cette attaque, les conquistadors auraient eu vent d'une rébellion en préparation et auraient ordonné le massacre de manière préventive. 
Vingt jours après le départ de Cortés, selon les Annales de Tlatelolco, au cours de la cérémonie, les Espagnols en armes entrent dans le temple et massacrent tous les présents, dont une grande partie appartient à la noblesse aztèque. L'attaque commence alors que les musiciens sont en train de jouer. Le récit des mains coupées des musiciens occupe une place de premier plan dans l'iconographie et les récits de l'époque.
Ainsi, dans le chapitre XX du Codex de Florence, de Bernardino de Sahagún : « Alors que la fête se célébrait, alors que déjà on dansait et que déjà on chantait, alors que danse et chant se mêlaient [...] alors, il sembla aux Espagnols que le moment était venu pour massacrer, aussitôt, alors, ils parurent. Ils étaient préparés pour la guerre. Ils ont fermé toutes les issues par lesquelles on pouvait sortir: la Porte-de-l'Aigle, le côté de la Pointe-du-Roseau, et la Porte-du-Miroir-à-Serpents. (...) Plus personne n'allait pouvoir sortir.
Alors, ils sont entrés dans la cour du temple pour massacrer les gens. [...] Ils ont entouré ceux qui dansaient. Ils ont frappé les mains du joueur de tambour, ils sont venus trancher les paumes de ses mains, toutes les deux ; ensuite, ils ont tranché son cou, et son cou est retombé au loin. [...]
Et c'est en vain qu'alors on courait. On ne faisait que marcher à quatre pattes en traînant ses entrailles; c'était comme si on s'y prenait les pieds lorsque l'on voulait s'enfuir. On ne pouvait aller nulle part. »"
Dans les Annales historiques de Tlatelolco : « Ceux qui chantaient les hymnes n'avaient pas de vêtements. Tout ce qu'ils portaient, c'étaient leurs coquillages, leurs turquoises, leurs colliers, leurs panaches en plumes de héron, leurs pieds de chevreuil. Ceux qui jouaient du tambourin, nos chers petits vieux, qui avaient leurs sonnailles en calebasse: c'est d'abord eux que les Espagnols ont attaqués. Ils leur ont coupé les mains, il leur ont coupé la tête. Aussitôt, ils sont morts. (...) Ils nous ont attaqués, ils nous ont massacrés pendant trois heures. Ils ont massacré les gens dans la cour du temple. Puis ils ont pénétré dans l'édifice pour tuer tout le monde, ceux qui portaient l'eau, ceux qui avaient apporté la nourriture des chevaux, ceux qui broyaient le maïs, ceux qui balayaient la terre, ceux qui montaient la garde. »
Les seuls survivants du massacre sont ceux qui font semblant d'être morts : « Certains se sont échappés parmi les morts, ils sont entrés sous les corps de ceux qui étaient vraiment morts, tout simplement en faisant semblant d'être morts, et là ils se sont bien échappés. Mais si quelqu'un palpitait encore, et que les Espagnols le voyaient, ils le criblaient de coups. 
Et le sang des vaillants guerriers a couru comme s'il était de l'eau. » (Codex de Florence, XX)

## Conséquences
Le massacre provoque une telle stupéfaction que la population entière[réf. nécessaire] se révolte contre les Espagnols.
Lorsque Cortés rentre à Mexico après avoir vaincu Narvaez, la population est hostile. L'empereur Moctezuma, fait prisonnier par les Espagnols, est tué dans des circonstances obscures (29 juin). 
S'ensuit l'épisode de la Noche Triste (30 juin), où les Espagnols évacuent la capitale, qu'ils reviendront assiéger en mai 1521 et prendre en août.

## Dans la culture
En 1922-1923,  le peintre Jean Charlot (1898-1979), d'origine française, réalise à Mexico une fresque représentant le Massacre du Templo Mayor, ou La Conquête de Tenochtitlán. Cette fresque s'inscrit dans le mouvement du muralisme mexicain de Diego Rivera.
Le massacre du Templo Mayor est évoqué au début du film mexicain La otra conquista (L'Autre Conquête) de Salvador Carrasco (1999), qui se concentre par la suite sur la confrontation entre la religion aztèque des autochtones et les missionnaires espagnols venus les convertir au christianisme.